# 斉藤雪乃
斉藤 雪乃（さいとう ゆきの、1985年12月29日 - ）は、日本のタレント。
関西を中心に活動している。夫は歌手で作曲家の松ヶ下宏之。舞夢プロ所属。血液型A型。

## 来歴
大阪府吹田市出身。相愛中学校・高等学校（同期に山崎真実がいる）を経て、2008年に相愛大学音楽学部を卒業。
2004年12月から2008年3月の間、ガンバ大阪のチアリーダーとして活動。
2009年には大阪モーターサイクルショー、大阪オートメッセでイベントコンパニオンとしてダンロップを担当。
2011年から始まった大阪マラソンの第1回大会「第1回大阪マラソン〜OSAKA MARATHON 2011〜」に、自らの出演番組『朝生ワイド す・またん!』から参加、6時間17分14秒で完走を果たす。
2013年、吹田市から「ええとこ吹田PR大使」に任命され、同年3月23日に万博記念公園で行われた「万博鉄道まつり2013」にて井上哲也吹田市長よりPR大使の委嘱状と名刺を受け取った。
2018年4月30日、歌手で作曲家の松ヶ下宏之と結婚したことを発表した。
2018年7月以降これまでレギュラー出演していた『す・またん!』を欠席し、2018年8月31日公式ブログ及び同日放送された『す・またん!』で懐妊したことを発表し、同年9月11日より約2カ月ぶりに番組へ復帰した。復帰後はこれまでは週3日の出演であったが、火曜日の週1日となっている。同年12月25日の出演をもって産休入り。
2019年3月3日、自身のブログで第1子となる長女を出産していたことを報告した。
出産から半年後の9月6日より約9カ月ぶりに『す・またん!』へ復帰した。

## 人物・エピソード
- 特技は、ピアノ演奏と声楽[8]
  - 中学・高校・大学と通して声楽科に在籍[2]、加えてスズキ・メソード（才能教育研究会）のピアノ科全研究科も卒業している[8]。中学・高等学校教員免許（音楽科）を取得[8]。
- 鉄道以外の趣味はダンス、クラシック鑑賞、絵画鑑賞、映画鑑賞、ラジオ聴取[8][9][10]。
- 左利き。

## 鉄道
- 鉄道ファン（乗り鉄）であり[11]、鉄道をテーマにしたテレビ番組、ラジオ番組、雑誌に多数登場している[12]。
- 鉄道ファンになったきっかけは、弟が鉄道好きで、19歳の時に鉄道旅行をしたいという弟に付いて一緒に旅行したことだったという[2]。生まれ育った吹田市は、旧国鉄時代には規模において「東洋一」と誇る吹田操車場[注 2]が存在していたほか、現在は阪急の車両基地である阪急電鉄正雀工場が所在するなど、鉄道ファンから”聖地”と目されるほどの「鉄道の街」として知られており、弟と一緒に吹田操車場跡に出かけたり、東海道本線の線路沿いで列車を眺めていたり、正雀工場内に停まっている阪急の車両を眺めたりしていたことを思い出としている。なお、弟のみならず母親もまた鉄道好きで、母親自身が20代だった頃にロシア（旧ソ連）のシベリア鉄道に乗りに行くほどだったという[13]。
- 「鉄道アイドル（鉄ドル）」の一人としてよく知られる存在となっているが、デビューして間もないころは、鉄道ファンであることを売りにしていなかった。それが、自ら出演していた某テレビ番組で共演者から鉄道ファンか否か訊かれたところから、鉄道について勉強を始めたという[12]。
- 鉄道趣味者としての専門は「乗り鉄」（本人談）[2]。一部前記と重複するが、学生時代には「青春18きっぷ」を使って、弟としばしば普通列車の旅を楽しんでいた。その影響からか、タレント活動を始めてからも「東京で夕方から仕事」と告げられると、青春18きっぷを使って赴けるか否かを考えてしまうという。とかく学生時代の貧乏旅行でやむなく利用するというイメージを持たれがちな普通列車について、「普通や快速だけで行く弾丸ツアーが楽しい。滞在時間より移動時間の方が長いけれど、距離感が分かる」とポジティブに捉え、その魅力については「新幹線と違い、地元の人の姿を見たり方言を耳にしたり出来る。車内の中吊り広告にも地域色があって面白い」と語っている。なお、印象に残る列車として「ムーンライトながら」を挙げている[11]。
- 「乗り鉄」が高じて、駅構内に構える立ち食いそば（駅そば）店にもハマッており、本人も「日本初の”そば鉄”アイドル」と自認するほどである。その魅力については「鉄道の旅は好きだけれど、長いこと旅をしていると、高い駅弁はそうそう買えない。駅そばならば手軽に地元の味を楽しめる」と語っている[14]。
- 2008年12月に『日刊サイゾー』Webサイト上に掲載されたインタビュー記事の中で、「京阪電鉄の駅に於ける発車メロディをピアノで弾く練習をしている。いつかファンの目の前で披露したい」と語っている[15]。
- 2015年7月15日に東京・神田神保町の書泉グランデで開かれた、交通新聞社の鉄道趣味誌『鉄道ダイヤ情報』通巻400号発刊を記念するトークショー及びサイン会に、同じく「鉄道アイドル」として知られる木村裕子と共に姿を見せた。このイベントでは同誌の編集長も同席して鉄道趣味や鉄道雑誌・書籍について語り合ったが、その席上、2008年3月14日限りで廃止された寝台急行「銀河」のサヨナラ運転の現場において木村との初顔合わせが実現したこと、その顔合わせの際に木村に「あーっ、木村さん。本物だ。顔小っちゃ～い」と声をかけたことを明かした[16][17]。
- 鉄道の話題でトークが止まらなくなると、鉄道に興味がない森たけしから「暴走きかんしゃ斉トーマス」と揶揄されることがある。

## 出演

### レギュラー出演

#### 現在
- 朝生ワイド す・またん!（2010年3月31日 - 2018年12月25日・2019年9月6日 - 、読売テレビ） - 不定期
  - もうすぐ す・またん!
  - ZIP! ローカルパート
    - 放送開始当時（2010年4月1日） - 2011年3月31日 - 木・金曜日 お天気キャスター（週2回）
    - 2011年4月4日 - 9月28日、2012年7月2日 - 9月26日、2013年4月1日 - 2018年3月28日 - 月 - 水曜日 お天気キャスター（週3回）
    - 2011年10月3日 - 2012年6月27日 - 月・火曜日 お天気キャスター（週2回）
    - 2012年10月1日 - 2013年3月29日 - 月 - 金曜日 お天気キャスター（週2〜5回）
    - 2018年4月2日 - 6月27日 - 月・火曜日 お天気キャスター、水曜日 司会（主にエンタメコーナー）（週3回）
    - 2018年7月 - 9月10日 - 一時休業[注 3]
    - 2018年9月11日 - 12月25日 - 火曜日 お天気キャスター（週1回）[注 4]
    - 2020年4月1日 - 2022年3月24日 - 水・木曜日 お天気キャスター（主に武田訓佳の代役）
    - 2022年4月 - 現在 - 不定期 企画コーナー
- ぐるっと関西おひるまえ（NHK大阪） - かんさい鉄道車両めぐりリポーター（準レギュラー）
- ウイークエンド関西（NHK大阪） - 「ノッて♪行こう」コーナー（月1回）
- おとな旅あるき旅（2012年9月 - 、テレビ大阪） - 準レギュラー
- 鉄オタ選手権（NHK総合） - 解答者（オリジナル編）
  - 南海電鉄の陣（2016年9月22日）
  - 京阪電車の陣（2017年4月15日）
  - 近鉄電車の陣（2017年10月1日）
  - 阪神電車の陣（2018年5月11日）
  - JR西日本の陣（2020年11月20日）
- HARIMA BEAT CROSSING（2020年8月 - 、BAN-BANラジオ） - 「雪乃・ターザンの鉄分100%」コーナーレギュラー
- 夕方もポチッとMラジ火曜日「森たけしのスカタンラジオ」（2021年10月5日 - 、MBSラジオ） - アシスタント[18]（同番組での呼称は「助役」）
  - ナイターオフ限定番組だった2021年1月28日放送分にはゲストとして出演。
- えぇトコ　新駅誕生！スタイリッシュに進化する繊維の町〜箕面船場界わい〜（2024年4月4日、NHK大阪放送局）
- 森たけしのスカタンラジオ（MBSラジオ） - アシスタント(助役)

#### 過去
- ほっとネット☆ベイコム（ベイ・コミュニケーションズ）
- みらいを教えて!大阪府議会（読売テレビ）
- ピーチ流!（2010年1月4日 - 2014年10月5日、読売テレビ）
- ズームイン!!SUPER（読売テレビ） - 木・金曜日お天気キャスター
- 上方演芸ホール（NHK大阪）
- 京都・味しるべ（KBS京都）
- スマホとおさんぽ。（毎日放送）
- 京都!ちゃちゃちゃっ（関西テレビ☆京都チャンネル）
- ねっとわーくPLUS（ベイ・コミュニケーションズ、不定期）
- Kiss Driving Report（Kiss-FM KOBE） - 火曜日担当
- スマラジW 笑い飯哲夫の明るく楽しいニュースシャワー（MBSラジオ） - 番組アシスタント
- 炎de料理ショー!（2011年4月 - 2017年6月、長野朝日放送）
- 斉藤雪乃のイチバンセン!（2012年1月 - 2019年1月、アール・エフ・ラジオ日本）出産のため終了
- キャスト（2013年10月 - 2018年9月、ABCテレビ） - 隔週木曜日、小塚舞子と交代で出演。
- ほんまもん!原田年晴です（2017年4月- 2019年9月[19]、ラジオ大阪） - 月曜日担当
- 駅旅 〜駅からはじまる物語〜（2018年9月 - 11月、鉄道チャンネル） - 旅人（#1・#3・#10）
- 鉄道ひとり旅 ～女子鉄編～（2021年3月、4月、2022年1月MONDO TV）（#4・#5・#18）

### 単発出演
- ビジネス新伝説 ルソンの壺（NHK大阪） - リポーター
- かんさい特集『映像歴史クイズ 関西の鉄道』（NHK大阪）
- たかじんのそこまで言って委員会（読売テレビ）
- 岸和田だんじり祭2016（2016年9月25日、テレビ大阪） - 番組ナビゲーター
- おとな女子のぶらり旅〜観光特急で秋の奈良吉野へ〜（2016年11月5日、奈良テレビ）
- 漫才Loversスペシャル コマンダンテの60分漫才（2017年2月24日、読売テレビ）
- ビーバップ!ハイヒール（2017年3月30日、2019年2月7日、朝日放送）
- アーカイブス秘蔵映像でよみがえる にっぽんの廃線100（2020年5月6日、NHK総合・2020年8月1日、NHK BSプレミアム）

### テレビドラマ
- 呪報2405 ワタシが死ぬ理由 第7話（2012年8月23日、関西テレビ） - ほのか 役

### CM
- みお綜合法律事務所
- アサヒペン（遮熱シリーズ）
- リステリン（朝生ワイド す・またん!とのコラボCM）
- JR西日本（朝生ワイド す・またん!とのコラボCM）
- サントリー（朝生ワイド す・またん!とのコラボCM）

## 雑誌・書籍

### 雑誌・ムック
- 旅する鉄道
- ブルートレイン&夜行列車 完全ガイド
- ミニベロライフ
- 旅する自転車
- 自転車生活（以上、枻出版社）
- 鉄道のテクノロジー（VOL.5 - 、三栄書房）
- 自転車と旅（実業之日本社）
- シクロツーリスト VOL.1 旅と自転車（グラフィック社）

### 単著
- 『斉藤雪乃の鉄道旅案内〈関西版〉』（2017年3月28日、京阪神Lマガジン）ISBN 978-4-87435-536-7

### 共著
- 横見浩彦、中嶋春香、伊藤桃『鉄道乙女のちいさな旅』（2009年7月1日、人文社）ISBN 978-4-7959-1220-5

## 音楽

### デジタル配信
- 「鉄の女」（2017年・斉藤雪乃&嘉門タツオ名義、デジタル配信のみ）